# ماریانو (بازیکن فوتبال)
ماریانو فریرا فیلو (پرتغالی: Mariano Ferreira Filho؛ زادهٔ ۲۳ ژوئن ۱۹۸۶) مدافع اهل برزیل است.
ماریانو فریرا فیلو در تیم‌های فوتبال کروزیرو، اتلتیکو مینیرو، فلومیننزه، بوردو، سویا و گالاتاسارای سابقهٔ حضور دارد.